# Regioni di sviluppo della Romania

Regioni di sviluppo della Romania

Le regioni di sviluppo della Romania (in rumeno: regiunile de dezvoltare ale României) costituiscono una suddivisione, priva di rilevanza amministrativa, istituita per coordinare le politiche territoriali del Paese e raccordarle con quelle dell'Unione europea, rappresentando la divisione del II livello NUTS degli stati membri dell'UE.
Le regioni sono enti di diritto privato ad utilità pubblica che svolgono la funzione di allocare i fondi PHARE dell'UE per lo sviluppo regionale, come anche la raccolta dati per fini statistici. Coordinano anche diversi progetti di sviluppo regionale e sono entrate a far parte del Comitato delle Regioni il 1º gennaio 2007, quando la Romania ha aderito all'Unione Europea.

## Lista
Le regioni di sviluppo della Romania, salvo quella di Bucureşti-Ilfov, prendono il nome dalla posizione geografica all'interno del Paese.
- Regione di sviluppo Nord-Vest (Nord-Ovest)
- Regione di sviluppo Nord-Est
- Regione di sviluppo Sud-Vest Oltenia (Sud-Ovest Oltenia)
- Regione di sviluppo Sud-Est
- Regione di sviluppo Sud-Muntenia (Sud Muntenia)
- Regione di sviluppo Vest (Ovest)
- Regione di sviluppo Centru (Centro)
- Regione di sviluppo București-Ilfov (Bucarest-Ilfov)